# Academia de las FAR General Máximo Gómez
La Academia de las FAR General Máximo Gómez es el principal centro de capacitación científico y docente de las Fuerzas Armadas Revolucionarias de Cuba. Se encuentra ubicada al este de La Habana. Lleva su nombre en memoria del prócer de la independencia Máximo Gómez.

## Organización
Fue fundada en 1963 y está bajo la órbita del Ministerio de las Fuerzas Armadas Revolucionarias. Cuenta con algunos centenares de alumnos, jóvenes oficiales que se preparan para estar calificados en eslabones más altos de la cadena de mando. Los principales cursos que se imparten son:
- Especialidades de Primer Grado en Mando y Estado Mayor Táctico;
- Especialidades de Segundo Grado en Mando y Estado Mayor Táctico-Operativo;
- Especialidad de Tercer Grado Mando y Estado Mayor Operativo-Estratégico.

## Premios que entrega
Como todas las altas casas de estudio, entrega doctorados honoris causa. Uno de los premiados ha sido el Comandante en Jefe (RE) Fidel Castro (en 2013).

## Premios que recibió
La Academia de las FAR General Máximo Gómez ha sido condecorada con la Orden Antonio Maceo y la Orden Carlos J. Finlay por el gobierno nacional.